# 훈요십조
훈요 십조(訓要十條)는 《고려사》에 수록된, 고려 태조가 후손에게 남겼다는 열 가지 가르침이다. 943년(태조 26년) 4월, 태조가 박술희를 내전(內殿)으로 불러 전해 후세의 귀감으로 삼게 한 것이라고 한다. 신서십조(信書十條) 또는 십훈(十訓)이라고도 하며, 고려왕실의 헌장으로 태조의 신앙 · 사상 · 정책 · 규범 등을 보여주는 귀중한 문헌이라고 할 수 있다.
그 내용은 『고려사(高麗史)』 태조세가 26년 4월조와 『고려사절요(高麗史節要)』 동년 동월조에 있으며, 이는 『고려실록』에서 인용한 것으로 추정된다. 훈요십조는 크게 두 부분으로 구성되어 있는데, 앞부분은 서론이라고 할 수 있는 신서(信書)이며 뒷부분은 본론이라고 할 수 있는 10개조의 훈요이다. 정확한 이름은 훈요(訓要)이며 후대에 첨삭되어 십조인지 원래부터 십조인지는 알 수가 없다.

## 내용

### 신서
二十六年（943年）夏四月，禦內殿召大匡樸述希親授訓要曰：
朕聞大舜耕歷山，終受堯禪；高帝起沛澤，遂興漢業。朕亦起自單平，謬膺推戴，夏不畏熱，冬不避寒，焦身勞思，十有九載，統一三韓，叨居大寶二十五年，身已老矣。第恐後嗣縱情肆欲，敗亂綱紀，大可憂也。爰述訓要，以傳諸後，庶幾朝披夕覽，永爲龜鑑。
내 듣건대 순(舜)은 역산(歷山)에서 밭을 갈다가 요(堯)의 양위를 받았고, 한(漢) 고조(高祖)는 패택(沛澤)에서 일어나 드디어 한의 왕업을 이룩하였다. 나도 평범한 집안에서 일어나 잘못 추대되어, 더위와 추위를 무릅쓰고 마음과 몸을 몹시 고달피 해가면서 19년 만에 국내를 통일하고, 즉위 25년에 몸은 이미 늙었다. 행여나 후사들이 방탕하여 기강을 문란하게 할까 두려워하여 훈요를 지어 전하노니, 조석으로 읽어 길이 귀감으로 삼으라.

### 訓要(훈요)

#### 1조
其一曰：
我國家大業必資諸佛護衛之力，故創禪、敎寺院，差遣住持焚修，使各治其業。後世奸臣執政，徇僧請謁，各業寺社，爭相換奪，切宜禁之。
내국가의 대업은 여러 부처의 호위를 받아야 하므로 선(禪) · 교(敎) 사원을 개창한 것이니, 후세의 간신이 정권을 잡고 승려들의 간청에 따라 각기 사원을 경영, 쟁탈하지 못하게 하라.

#### 2조
其二曰：
諸寺院皆道詵推占山水順逆而開創。道詵雲：“吾所佔定外，妄加創造，則損薄地德，祚業不永。”朕念後世國王、公侯、后妃、朝臣各稱願堂，或增創造，則大可憂也。新羅之末，競造浮屠，衰損地德，以底於亡，可不戒哉？
신설한 사원은 도선(道詵)이 산수의 순(順)과 역(逆)을 점쳐놓은 데 따라 세운 것이다. 그의 말에, “정해놓은 이외의 땅에 함부로 절을 세우면 지덕(지력)을 손상하고 왕업이 깊지 못하리라” 하였다. 후세의 국왕 · 공후(公侯) · 후비(后妃) · 조신 들이 각기 원당(願堂)을 세운다면 큰 걱정이다. 신라 말에 사탑을 다투어 세워 지덕을 손상하여 나라가 망한 것이니, 어찌 경계하지 아니하랴.

#### 3조
其三曰：
傳國以嫡，雖曰常禮，然丹朱不肖，堯禪於舜，實爲公心。若元子不肖，與其次子；又不肖，與其兄弟之從所推戴者，俾承大統。
왕위계승은 맏아들로 함이 상례이지만, 만일 맏아들이 불초할 때에는 둘째 아들에게, 둘째 아들이 그러할 때에는 그 형제 중에서 중망을 받는 자에게 대통을 잇게 하라.

#### 4조
其四曰：
惟我東方，舊慕唐風，文物禮樂，悉遵其製。殊方異土，人性各異，不必苟同。契丹是禽獸之國，風俗不同，言語亦異，衣冠制度，愼勿效焉。
우리 동방은 예로부터 당(唐)의 풍속을 숭상해 예악문물을 모두 거기에 좇고 있으나, 풍토와 인성이 다르므로 반드시 같이할 필요는 없다. 거란(契丹)은 금수의 나라이므로 풍속과 말이 다르니 의관제도를 본받지 말라.

#### 5조
其五曰：
朕賴三韓山川陰佑以成大業，西京水德調順，爲我國地脈之根本 , 大業萬代之地，宜當四仲巡駐留過百日，以致安寧。
짐이 삼한(三韓, 마한, 진한, 변한) 산천의 신비력에 의해 통일의 대업을 이룩하였다. 서경(西京)의 수덕(水德)은 순조로워 우리나라 지맥의 근본을 이루고 있어 길이 대업을 누릴 만한 곳이다. 사중(四仲, 1년 중 중춘(仲春,음력2월)•중하(仲夏,5월)•중추(仲秋,8월)•중동(仲冬,10월)을 이르는 말.)마다 순수(巡狩)하여 100일을 머물러 안녕을 이루게 하라.

#### 6조
其六曰：
朕所至願，在於燃燈、八關。燃燈所以事佛，八關所以事天靈及五嶽名山、大川龍神也。後世奸臣建白加減者，切宜禁止。吾亦當初誓心，會日不犯國忌，君臣同樂，宜當敬依行之。
나의 소원은 연등(燃燈會)과 팔관(八關會)에 있는 바, 연등은 부처를 제사하고, 팔관은 하늘과 5악(岳) · 명산 · 대천 · 용신(龍神) 등을 봉사하는 것이니, 후세의 간신이 신위와 의식절차의 가감을 건의하지 못하게 하라. 나도 마음속에 행여 회일(會日)이 국기(國忌)와 서로 마주치지 않기를 바라고 있으니, 군신이 동락하면서 제사를 경건히 행하라.

#### 7조
其七曰：
人君得臣民之心爲甚難，欲得其心，要在從諫遠讒而已。從諫則聖，讒言如蜜，不信則讒自止，又使民以時，輕徭薄賦，知稼穡之艱難，則自得民心，國富民安。古人云：“芳餌之下，必有懸魚。重賞之下，必有良將。張弓之外，必有避鳥。垂仁之下，必有良民。”賞罰中，則陰陽順矣。
임금이 신민의 마음을 얻는다는 것은 매우 어려우나, 그 요체는 간언을 받아들이고 참소를 멀리하는 데 있으니, 간언을 좇으면 어진 임금이 되고, 참소가 비록 꿀과 같이 달지라도 이를 믿지 아니하면 참소는 그칠 것이다. 또, 백성을 부리되 때를 가려 하고 용역과 부세를 가벼이 하며 농사의 어려움을 안다면, 자연히 민심을 얻고 나라가 부강하고 백성이 편안할 것이다. 옛말에 “향긋한 미끼에는 반드시 고기가 매달리고, 후한 포상에는 좋은 장수가 생기며, 활을 벌리는 곳에는 새가 피하고, 인애를 베푸는 곳에는 양민이 있다”고 하지 아니하였는가. 상벌이 공평하면 음양도 고를 것이다.

#### 8조
其八曰：
車峴以南，公州江外，山形地勢，竝趨背逆，人心亦然。彼下州郡人參與朝廷，與王侯、國戚婚姻，得秉國政，則或變亂國家，或銜統合之怨，犯蹕生亂，且其曾屬官寺奴婢、津驛雜尺，或投勢移免，或附王侯宮院，姦巧言語，弄權亂政，以致災變者，必有之矣。雖其良民，不宜使在位用事。
차현(車峴) 이남, 공주땅 강밖의 산형지세가 모두 본주(本主)를 배역(背逆)해 인심도 또한 그러하니, 저 아랫녘의 군민이 조정에 참여해 왕후(王侯) · 국척(國戚)과 혼인을 맺고 정권을 잡으면 혹 나라를 어지럽히거나, 혹 통합의 원한을 품고 반역을 감행할 것이다. 또 일찍이 관노비나 진 · 역의 잡역에 속했던 자가 혹 세댜.

#### 9조
其九曰：
百群僚之祿，視國大小，以爲定制。不可增減，且古典雲：“以庸制祿，官不以私。”若以無功人及親戚私暱虛受天祿，則不止下民怨謗，其人亦不得長享福祿。切宜戒之。又以强惡之國爲隣，安不可忘危，兵卒宜加護卹，量除徭役。每年秋閱，勇銳出衆者隨宜加授。
무릇 신료들의 녹봉은 나라의 대소에 따라 정할 것이고 함부로 증감해서는 안 된다. 또 고전에 말하기를 “녹은 성적으로써 하고 임관은 사정으로써 하지 말라”고 하였다. 만일 공적이 없는 사람이거나 친척과 가까운 자에게 까닭 없이 녹을 받게 하면 백성들의 원성뿐만 아니라 그 사람 역시 복록을 오래 누리지 못할 것이니 극히 경계해야 한다. 또 이웃에 강폭한 나라가 있으면 편안한 때에도 위급을 잊어서는 안 되며, 항상 병졸을 사랑하고 애달피 여겨 요역을 면하게 하고, 매년 추기(秋期) 사열(査閱) 때에는 용맹한 자에게 마땅히 승진시킬지어다.

#### 10조
其十曰：
有國有家，儆戒無虞，博觀經史，鑑古戒今。周公大聖《無逸》一篇，進戒成王，宜當圖揭，出入觀省。
국가를 가진 자는 항상 무사한 때를 경계할 것이며, 널리 경사(經史)를 섭렵해 과거의 예를 거울로 삼아 현실을 경계하라. 주공(周公)과 같은 대성(大聖)도 「무일(無逸)」 1편을 지어 성왕(成王)에게 바쳤으니, 이를 써서 붙이고 출입할 때마다 보고 살피라.
十訓之終，皆結”中心藏之”四字，嗣王相傳爲寶。

## 평가
훈요십조는 태조의 사상과 정책을 살피는 데 귀중한 자료이다. 또한 훈요십조는 태조가 그의 자손에게만 몰래 전하기로 되어 있었던 것인데, 이것이 사서에 실린 뒤로는 식자간(識者間)에 널리 알려져 뒷날에는 흔히 임금을 간하는 신하들의 전거(典據)가 되었다.
제 1조와 2조는 사찰의 무분별한 양적 확대를 경계한 조항이다. 특히 제 2조는 지적한 폐단에 대해 대응책을 보여준다.
제 3조는 왕위계승에 대한 내용으로, 대체로 후대에도 준수되었다.
제 4조는 태조의 대외국관을 보여주는 것으로 주체성을 확인할 수 있는 조항이다.
제 5조는 태조의 도참사상과 함께, 서경의 중요시를 알게 해준다.
제 6조는 연등회와 팔관회를 경건히 할 것을 당부하고 있다.
제 7조는 중국의 고전철학을 인용한 말이다.
제 8조는 왕실의 비밀훈계로서 일반 백성에게 공개할 것은 아니었다. “차령 이남의 지방은 산세가 거꾸로 달려 역모의 기상을 품고있으니 결코 그 지역 사람을 중히 쓰지 말라.”라는 내용이 있어 지역 차별의 근거로 언급하는 경우도 많은데, 실제로는 후백제의 잔존 세력이나 청주 일대의 세력을 견제하라는 의미가 큰 것으로 해석되며, 현대의 지역 차별과는 전혀 관계 없는 내용이다. 한편, 車峴以南 公州江外을 해석하면 車峴은 충북 북쪽에 있고 公州城은 공주강 아래에 있으므로, 차현고개 남쪽(車峴以南)으로 내려오다 만나는 공주강바깥(公州江外)지역까지이다. 즉 車峴以南지역과 公州江外지역이 서로 겹치는 교집합 지역을 말한다.
제 9조는 녹봉과 임관에 관한 내용과 국방과 안보에 관한 훈계이다.
제 10조는 유교주의적 정치철학의 모습을 보여주고 있다.
「훈요십조」의 각 조항에는 말미에 ‘중심장지(中心藏之)’라는 네 글자가 쓰여 있는 것으로 보아, 「훈요십조」는 하루 아침에 지은 것이 아니라 태조가 평소에 틈틈이 기록해 두었던 것을 세상을 떠나기 전에 다시 정리한 것으로 여겨진다.